# Pseudatemelia synchrozella
Pseudatemelia synchrozella is een vlinder uit de familie zaksikkelmotten (Lypusidae). De wetenschappelijke naam is voor het eerst geldig gepubliceerd in 1959 door Jackh.
De soort komt voor in Europa.